# モクセイ属
モクセイ属（モクセイぞく、木犀属、学名：Osmanthus）はモクセイ科の属の一つ。

## 特徴
常緑の高木または低木。雌雄異株。葉は対生し、単葉で革質、縁は鋸歯があるか全縁になり、葉柄がある。花は小型で葉腋に束生または短い総状花序につき、秋に開花し香気があるものが多い。花冠は4裂し、短い筒部をもつ。雄蘂は2個まれに4個。子房は上位で2室。果実は楕円形の核果となり、果皮は厚く、ふつう種子は1個ある。
アメリカに2種、アジアに20数種が知られる。日本には6種が自生し、いくつかの栽培種がある。

## 種

### 日本の自生種
- ヒイラギ Osmanthus heterophyllus (G.Don) P.S.Green
- リュウキュウモクセイ Osmanthus marginatus (Champ. ex Benth.) Hemsl.
- シマモクセイ Osmanthus insularis Koidz.
  - ヤナギバモクセイ Osmanthus insularis Koidz. var. okinawensis T.Yamaz. -絶滅危惧IB類(EN)
- オオモクセイ Osmanthus rigidus Nakai -絶滅危惧IB類(EN)
- ヤエヤマヒイラギ Osmanthus iriomotensis T.Yamaz.
- ナンゴクモクセイ Osmanthus enervius Masam. et K.Mori -絶滅危惧II類(VU)

### 栽培種
- アメリカヒイラギ Osmanthus americanus (L.) Knobl.
- モクセイ（別名：ギンモクセイ） Osmanthus fragrans Lour. var. fragrans
  - キンモクセイ Osmanthus fragrans Lour. var. aurantiacus Makino
  - シロモクセイ Osmanthus fragrans Lour. var. aurantiacus Makino f. leucanthus T.Yamaz.
  - ウスギモクセイ Osmanthus fragrans Lour. var. aurantiacus Makino f. thunbergii  (Makino) T.Yamaz. -準絶滅危惧(NT)
- ヒイラギモクセイ Osmanthus × fortunei Carrière